# Dan Patrick
Dan Goeb Patrick, all'anagrafe Dannie Scott Goeb (Baltimora, 4 aprile 1950), è un politico e conduttore radiofonico statunitense, attuale vicegovernatore del Texas dal 2015.